# Starlit〜君がくれた優しい光
『Starlit〜君がくれた優しい光』（すたーりっと きみがくれたやさしいひかり、原題：心星的淚光）は台湾、日本、中国共同制作のテレビドラマである。
2009年1月24日から4月4日まで台湾の台湾公共テレビで放送された。日本では2009年7月1日から9月11日までアジアドラマチックTVで、2009年10月3日から2010年2月6日までBSジャパン（現・BSテレ東）で放送された。
周囲から天才ピアニストと呼ばれるほど期待されていた若手音楽家、程岳（チェン・ユエ）が、交通事故に遭った女性、董小鹿（ドン・シャオルー）を助けたがために右手を負傷し、ピアニストの道を閉ざすことを余儀なくされる。自暴自棄になった彼は台湾を離れるが、上海を放浪中に彼女と再会。だが、二人の距離が縮まる一方で不治の病が徐々に彼女の身体をむしばんでいた…。
主人公の若手音楽家をF4の言承旭（ジェリー・イェン）、彼に助けられたヒロインを關穎（テリー・クァン）が演じている。
その他、程岳の元恋人、顔睿珊（イェン・ルイシャン）役を曾愷玹（アリス・ツェン）、程岳と睿珊の同級生、李世傳（リー・シーチュアン）役を陳至愷（チェン・チーカイ）が演じている。

## エピソード・サブタイトル
全22話
| 各話   | サブタイトル     | 放送日        |
| ------ | ---------------- | ------------- |
| 第1話  | 運命の出会い     | 2009年7月1日  |
| 第2話  | 過去へのお詫び   | 2009年7月3日  |
| 第3話  | 恩人への献身     | 2009年7月8日  |
| 第4話  | 昔の恋人         | 2009年7月10日 |
| 第5話  | 揺れる思い       | 2009年7月15日 |
| 第6話  | 親子の絆         | 2009年7月17日 |
| 第7話  | 程岳の選択       | 2009年7月22日 |
| 第8話  | 出会った罪       | 2009年7月24日 |
| 第9話  | 襲いかかる病魔   | 2009年7月29日 |
| 第10話 | きらきら星変奏曲 | 2009年7月31日 |
| 第11話 | 本当の気持ち     | 2009年8月5日  |
| 第12話 | 小鹿の告白       | 2009年8月7日  |
| 第13話 | 母親への宣言     | 2009年8月12日 |
| 第14話 | 小鹿の作戦       | 2009年8月14日 |
| 第15話 | もう迷わない     | 2009年8月19日 |
| 第16話 | 2人の時間        | 2009年8月21日 |
| 第17話 | 七夕のデート     | 2009年8月26日 |
| 第18話 | いとおしい呼吸   | 2009年8月28日 |
| 第19話 | すれ違う優しさ   | 2009年9月2日  |
| 第20話 | 凍てついた心     | 2009年9月4日  |
| 第21話 | 本当の幸せ       | 2009年9月9日  |
| 第22話 | 空を見上げて     | 2009年9月11日 |

## キャスト
| 役名                          | 俳優名                          |
| ----------------------------- | ------------------------------- |
| チェン・ユエ （程岳）         | 言承旭 （ジェリー・イェン、F4） |
| ドン・シャオルー （董小鹿）   | 關穎 （テリー・クァン）         |
| イェン・ルイシャン （顔睿珊） | 曾愷玹 （アリス・ツァン）       |
| リー・シーチュアン （李世傳） | 陳至愷 （チェン・チーカイ）     |
| ダア・ホン （達虹）           | 章西西 （ヂャン・シーシー）     |
| タン・イーシン （譚一新）     | 丁浩 （ディン・ハオ）           |
| ドン・ダーセン （董大森）     | 趙舜 （ヂャオ・シュン）         |
| ツァィ・リーフォン （蔡麗鳳） | 劉瑞琪 （リュー・ルイチー）     |

## スタッフ
- 監督 - 林合隆（リン・ハーロン）
- プロデューサー - 趙偉傑
- 製作 - 傑邁創意股份有限公司、ジェネオン エンタテインメント株式会社、中国国際電視総公司（中国語版）

## 主題歌
オープニングテーマ
- 『我只是想要幸福』

歌 - 蘇永康（ウィリアム・ソー）
エンディングテーマ
- 『故事未完成』

歌 - 楊培安（ロジャー・ヤン）、劉虹翎（リュー・ホンリン）

## ソフトウェア

### 書籍
- 『Starlit〜君がくれた優しい光』ヴィジュアル・メイキング・ブック（2010年6月11日） ISBN 978-4408108544

### DVD
販売元：ジェネオン・ユニバーサル・エンターテイメントジャパン
- 「Starlit〜君がくれた優しい光【完全版】DVD-SET1」（2010年4月2日）
- 「Starlit〜君がくれた優しい光【完全版】DVD-SET2」（2010年4月21日）